# Hontoria (Llanes)
Hontoria (oficialmente y en asturiano Ḥontoria) es una parroquia del concejo de Llanes, en el Principado de Asturias, y un lugar de dicha parroquia. 
La parroquia tenía una población de 386 habitantes (INE 2010) repartidos en 202 viviendas (2001) y 5,77 km². Está situado a 15 km de la capital del concejo. Se encuentra situado entre la carretera local de 1.º orden AS-379, la autovía A-8 y el mar Cantábrico. Cercana está la desembocadura del río San Cecilio, que forma una  playa rústica, arenosa con guijas blancas, de 180 metros, llamada playa de La Huelga, concurrida en verano.
Destaca la iglesia parroquial de San Miguel, de arquitectura y estilo románicos, actualmente encalada en el exterior,  con blanca torre cuadrangular y portada ojival con columnas talladas.  
Se celebraba una romería el 8 de mayo, por el aniversario de la aparición de San Miguel Arcángel. Actualmente la fiesta, Nuestra Señora del Carmen, con romería y verbena se celebra en verano,  el 16 de julio.

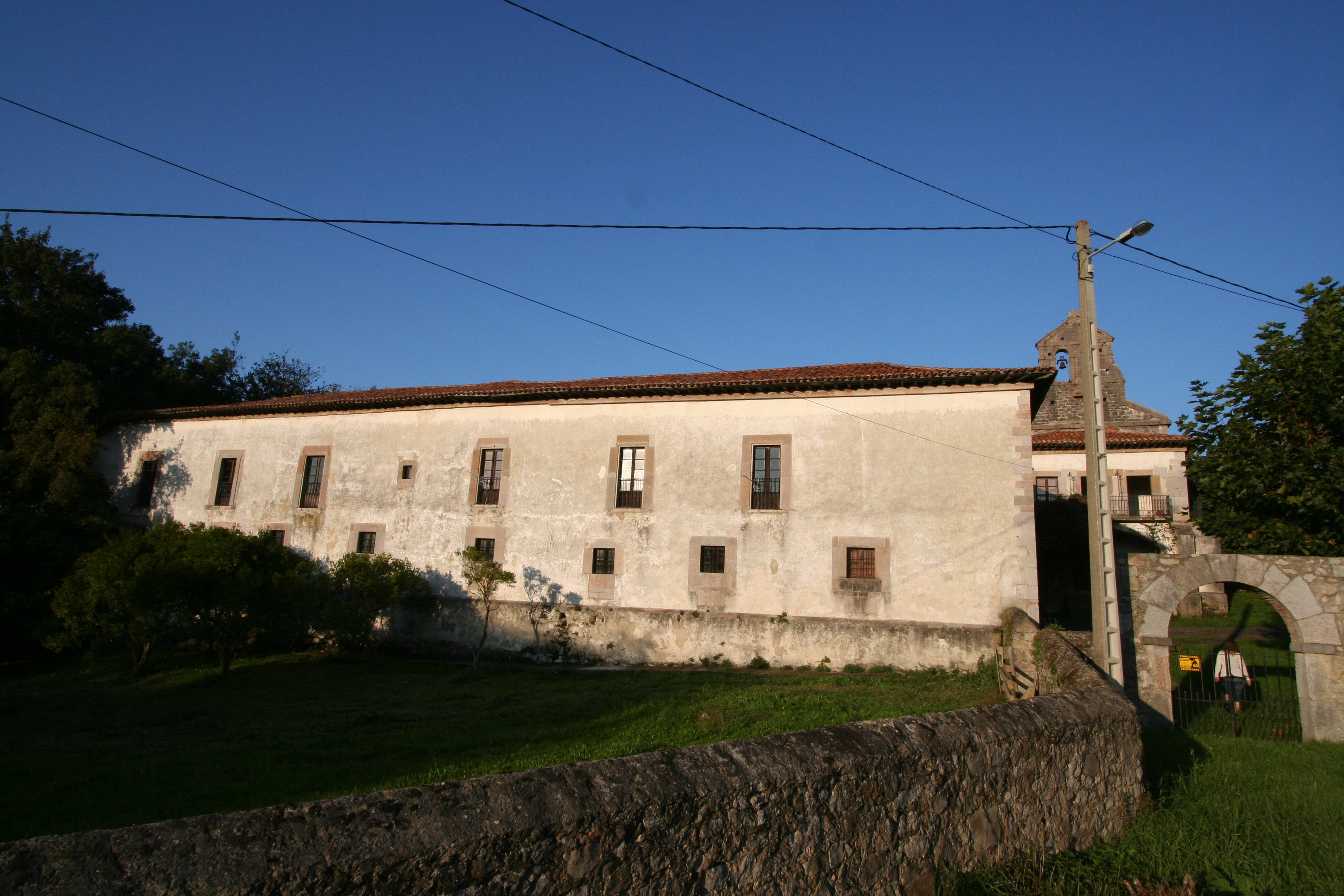
Palacio de Espriella, en Villahormes

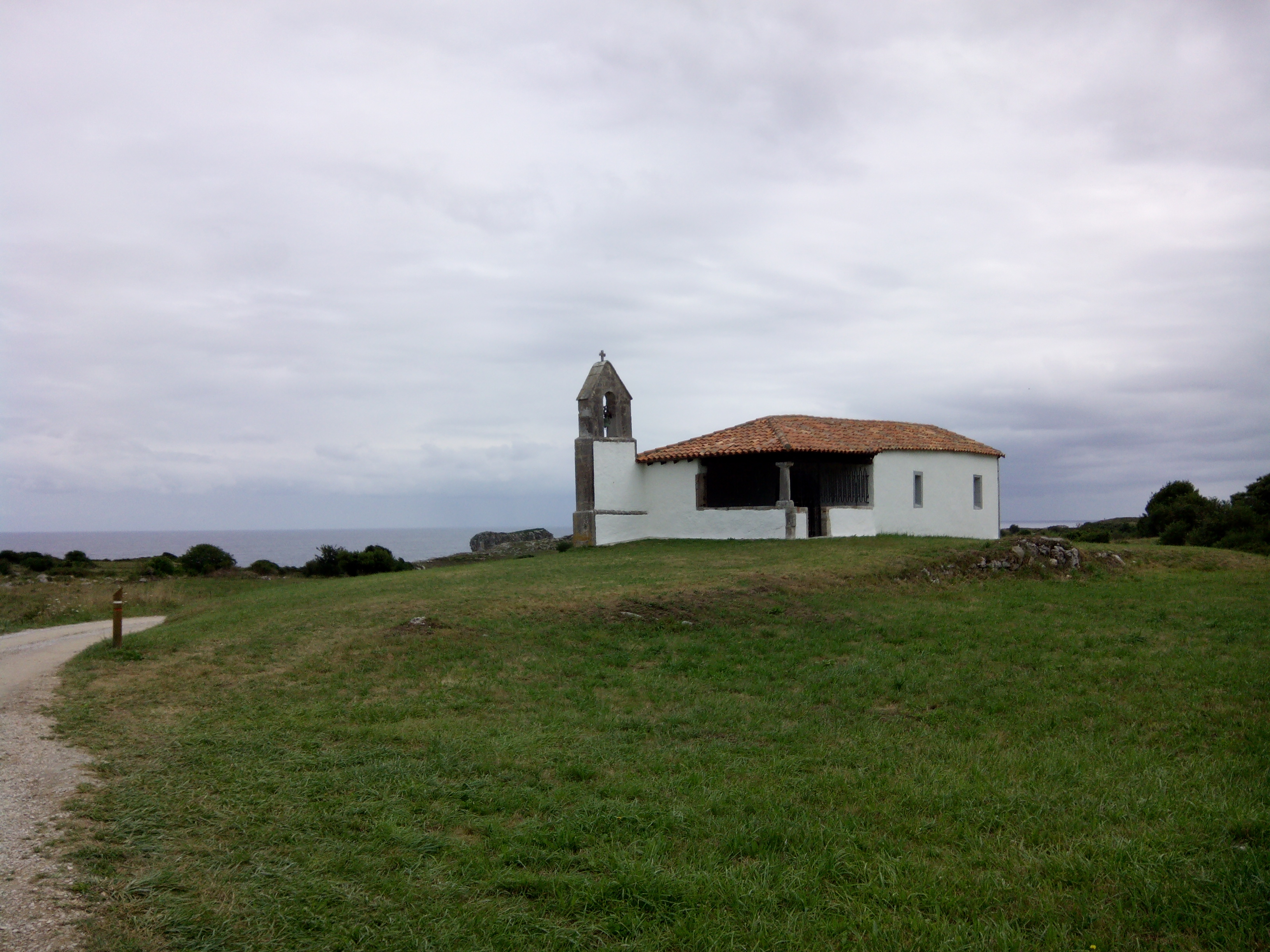
Ermita de Santa Olaya, cerca de Villahormes

## Localidades
Según el nomenclátor de 2010, la parroquia comprende los lugares de:
- Cardoso (oficialmente Cardosu, en asturiano): 81 habitantes;
- Hontoria (Ḥontoria): 88 habitantes; y
- Villahormes (Villaḥormes): 217 habitantes.